# Samson Mason

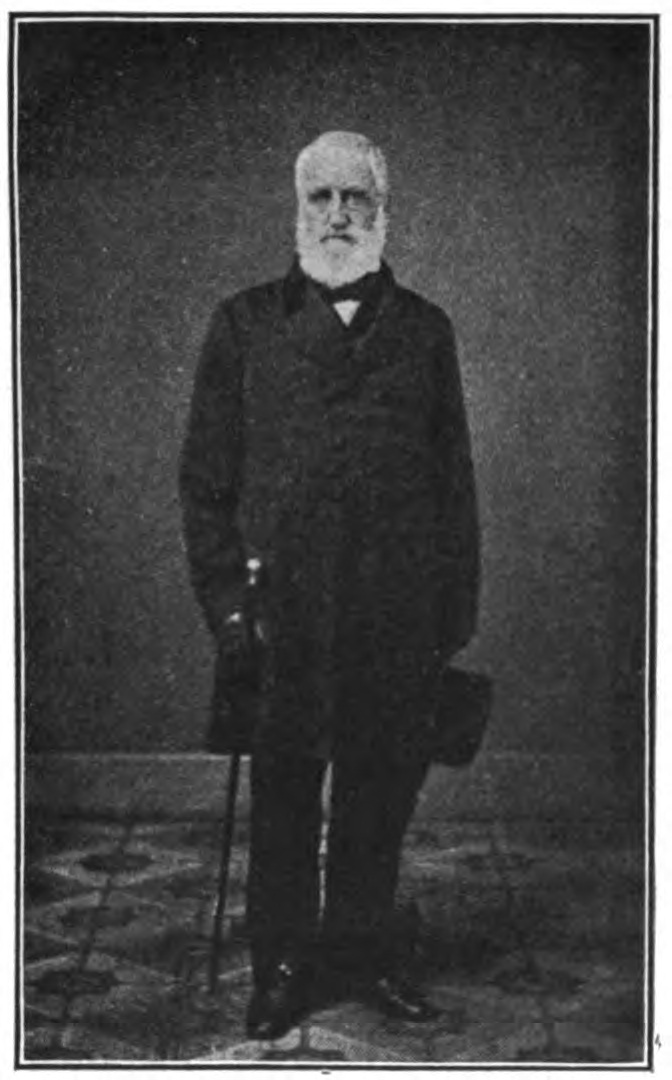
Samson Mason

Samson Mason (* 24. Juli 1793 in Fort Ann, Washington County, New York; † 1. Februar 1869 in Springfield, Ohio) war ein US-amerikanischer Jurist und Politiker. Zwischen 1835 und 1843 vertrat er den Bundesstaat Ohio im US-Repräsentantenhaus.

## Werdegang
Samson Mason besuchte die öffentlichen Schulen in Onondaga. Nach einem anschließenden Jurastudium und seiner Zulassung als Rechtsanwalt begann er in Springfield in diesem Beruf zu arbeiten. Im Jahr 1822 war er Staatsanwalt im dortigen Clark County. In den 1820er Jahren schloss er sich der Bewegung gegen den späteren Präsidenten Andrew Jackson an. Später wurde er Mitglied der Whig Party. Von 1829 bis 1831 gehörte er dem Senat von Ohio an; im Jahr 1834 war er Vorsitzender Richter am Berufungsgericht. 
Bei den Kongresswahlen des Jahres 1834 wurde Mason im zehnten Wahlbezirk von Ohio in das US-Repräsentantenhaus in Washington, D.C. gewählt, wo er am 4. März 1835 die Nachfolge von Joseph Vance antrat. Nach drei Wiederwahlen konnte er bis zum 3. März 1843 vier Legislaturperioden im Kongress absolvieren. Bis 1837 wurde im Kongress noch heftig über die Politik von Präsident Jackson gestritten. Die Zeit ab 1841 war von den Spannungen zwischen Präsident John Tyler und den Whigs geprägt. Außerdem wurde damals bereits über eine mögliche Annexion der seit 1836 von Mexiko unabhängigen Republik Texas diskutiert. Von 1835 bis 1837 leitete Samson Mason das Committee on Revisal and Unfinished Business. Im Jahr 1842 verzichtete er auf eine weitere Kandidatur.
Zwischen 1845 und 1846 saß als Mason Abgeordneter im Repräsentantenhaus von Ohio. Im Jahr 1850 war er Delegierter auf einem Verfassungskonvent seines Staates. Zwischen 1850 und 1853 war er als Nachfolger von Thomas W. Bartley Bundesstaatsanwalt für den Distrikt von Ohio. Später war er von 1862 bis 1864 nochmals Mitglied des Staatssenats. Mason diente zudem in der Staatsmiliz von Ohio, in der er vom Hauptmann bis zum Generalmajor aufstieg. Er starb am 1. Februar 1869 in Springfield, wo er auch beigesetzt wurde.